# Macromphalina canarreos
Macromphalina canarreos là một loài ốc biển rất nhỏ, là động vật thân mềm chân bụng sống ở biển trong họ Vanikoridae.

## Miêu tả
Chiều dài tối đa của vỏ ốc được ghi nhận là 1.82 mm.

## Môi trường sống
Độ sâu tối thiểu được ghi nhận là 20 m. Độ sâu tối đa được ghi nhận là 20 m.